# Kristina Winberg

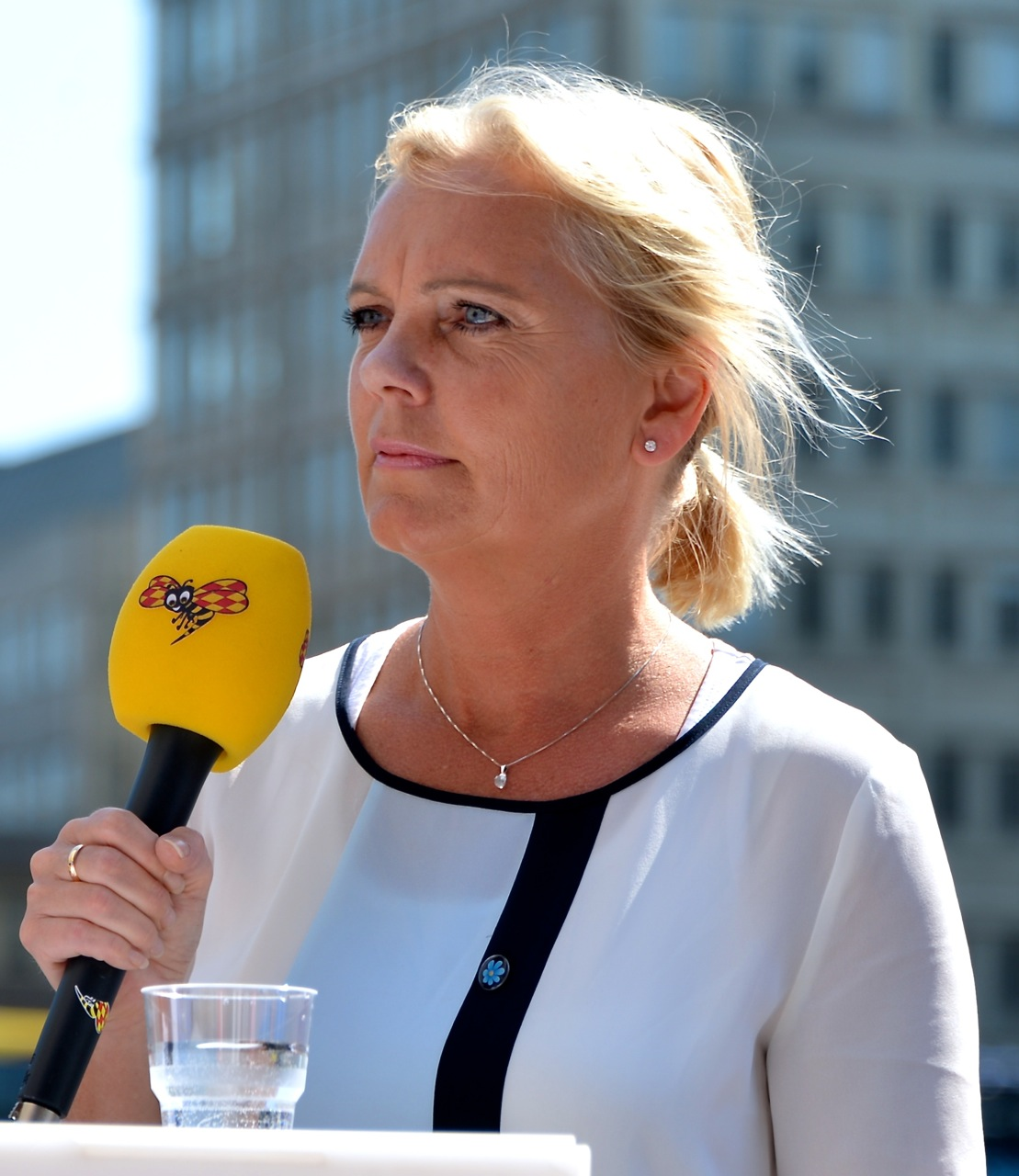
Kristina Winberg

Kristina Winberg (* 27. Mai 1965 in Jönköping) ist eine schwedische Politikerin der rechtspopulistischen Sverigedemokraterna. Von 2014 bis 2019 war sie Abgeordnete im Europäischen Parlament (8. Wahlperiode).

## Leben
Winberg war zuerst als Reisebürokauffrau und später als Altenpflegerin tätig. 2010 wurde sie in den Stadtrat von Jönköping gewählt. Seit 2014 war Winberg Abgeordnete im Europäischen Parlament. Dort war sie Mitglied im Ausschuss für bürgerliche Freiheiten, Justiz und Inneres, in der Delegation für die Beziehungen zu den Maschrek-Ländern und der Delegation in der Parlamentarischen Versammlung der Union für den Mittelmeerraum. Außerdem gehörte sie 2017/2018 dem Sonderausschuss Terrorismus an. Sie war Mitglied der Fraktionen Europa der Freiheit und der direkten Demokratie sowie ab Juli 2018 Europäische Konservative und Reformer.
Kurz vor der Europawahl 2019 strich die Sverigedemokraterna Kristina Winberg von der Parteiliste, was mit ihrem Verhalten gegenüber Parteikollegen und Mitarbeitern begründet wurde.